# Hendes rigtige Type
Hendes rigtige Type er en amerikansk stumfilm fra 1918 af Walter Edwards.

## Medvirkende
- Constance Talmadge - Mabel Vere
- Harrison Ford - Noel Corcoran
- Emory Johnson - Gerald Wantage
- Vera Doria - Maud Bray
- Jim Farley - Flood